# Drago Šiftar
Drago Šiftar, slovenski politik, poslanec, diplomat, ekonomist, * 29. maj 1956.

## Življenjepis
Leta 1992 je bil izvoljen v 1. državni zbor Republike Slovenije; v tem mandatu je bil član naslednjih delovnih teles:
- Odbor za znanost, tehnologijo in razvoj (podpredsednik; od 4. februarja 1994),
- Mandatno-imunitetna komisija,
- Odbor za kmetijstvo in gozdarstvo,
- Odbor za infrastrukturo in okolje,
- Odbor za gospodarstvo,
- Odbor za zdravstvo, delo, družino in socialno politiko (od 21. decembra 1995),
- Preiskovalna komisija o preiskavi politične odgovornosti posameznih nosilcev javnih funkcij v izvršnih svetih občin in republike za razkroj gospodarskega sistema Iskre (od 1. marca 1993) in
- Preiskovalna komisija o politični odgovornosti posameznih nosilcev javnih funkcij za aretacijo, obsodbe ter izvršitev obsodb proti Janezu Janši, Ivanu Borštnerju, Davidu Tasiču in Franciju Zavrlu (do 1. marca 1993).